# Paul Lannoye
Paul Lannoye (n. 22 iunie 1939, Sprimont, Valonia, Belgia – d. 4 decembrie 2021, Hornu⁠(d), Valonia, Belgia) a fost un om politic belgian, membru al Parlamentului European în perioada 1994-1999 și în perioada 1999-2004 din partea Belgiei.